# Mijoa
Mijoa es una entidad de población española del municipio de Motrico, perteneciente a la provincia de Guipúzcoa, en la comunidad autónoma del País Vasco. En 2022, tenía empadronados 177 habitantes.